# Anatoli Wassiljewitsch Abramow
Anatoli Wassiljewitsch Abramow (russisch Анатолий Васильевич Абрамов; * 4. Dezember 1915 in Nisewoje, Slobodskoi, Gouvernement Wjatka, Russisches Kaiserreich; † 10. Juli 1983 in Leningrad, Sowjetunion) war ein sowjetischer Theater- und Filmschauspieler.

## Leben und Leistungen
Abramow stammte aus dem Dorf Nisewoje. Seine Mutter Anna Alexandrowna, geb. Wjatkina († 1952) arbeitete vor der Revolution als Verkäuferin, der Vater Wassili Jakowljewitsch († 1937) war Klempner in einer Fabrik.
1927 schloss Abramow die Grundschule ab und wollte daraufhin eine Landwirtschaftsschule besuchen. Aufgrund der Trennung seiner Eltern zog er aber mit seiner Mutter in die Gebietshauptstadt Wjatka, arbeitete ab 1930 in einem Maschinenbaubetrieb und erwarb 1933 den Berufsabschluss als Spezialschmied. Er entschied sich jedoch für eine künstlerische Laufbahn und besuchte anschließend die Schauspielschule des Leningrader Zentraltheaters. Ab 1937 trat Abramow am Neuen Leningrader Theater auf, u. a. in bekannten Werken wie Shakespeares Maß für Maß und Molières Der Geizige.
Mit Ausbruch des Zweiten Weltkrieges wurde Abramow zum Dienst in der Roten Armee rekrutiert und an die Finnische Front versetzt. Während der Stationierung in Wyborg wurde er am 20. Juni 1940 demobilisiert und begann daraufhin am dortigen russischen Theater zu spielen. Im August 1941 wechselte Abramow ans städtische Theater von Belorezk und war dort als Schauspieler und Regisseur aktiv. Am 6. April 1942 trat er erneut den Militärdienst an, besuchte bis April 1942 eine Armeeschule und diente anschließend an der Südwestfront. Am 30. Oktober 1945 wurde er wieder demobilisiert und kehrte an seine ehemalige Wirkungsstätte in Leningrad zurück. Hier war er erneut an den Aufführungen bekannter Stücke wie Der steinerne Gast nach Alexander Puschkin, Alexander Ostrowskis Ein einträglicher Posten und einer Adaption von Alexei Tolstois Der Leidensweg beteiligt. Neben seiner schauspielerischen Tätigkeit wurde Abramow zwei Mal zum Sekretär des bei Lensowjet ansässigen Parteibüros und weitere fünfmal zum einfachen Mitglied gewählt. 1952 gehörte er außerdem der Vertretung des Kuibyschewskier Rayons an.
1960 wechselte der dunkelhaarige Mime an das Leningrader Staatstheater des Leninschen Komsomol, erhielt aber schon im darauf folgenden Jahr ein Engagement am Towstongow Bolschoi Dramatheater, wo er bis zu seinem Renteneintritt im Jahr 1975 auftrat. Hier verkörperte Abramow Rollen in weiteren nennenswerten Stücken wie Gogols Der Revisor, Brechts Der aufhaltsame Aufstieg des Arturo Ui oder in einer Bühnenbearbeitung von Charles Dickens’ Die Pickwickier.
Sein Filmdebüt gab er 1948 in dem Sozialdrama Драгоценные зёрна (Dragozennye sjorna), war aber erst ab 1953 regelmäßig in Fernseh- und Kinoproduktionen zu sehen. Sein filmisches Schaffen beschränkte sich auf Nebencharaktere und nur wenige seiner Werke wurden außerhalb der Sowjetunion gezeigt. Abramow war häufig in Adaptionen literarischer Vorlagen zu sehen, z. B. Тени (Teni, 1953) nach Michail Saltykow-Schtschedrin, 12 стульев (12 stuljew, 1966) auf Grundlage des Romans Zwölf Stühle oder Тим Талер, или Проданный смех (Tim Taler, ili Prodanny smech, 1970) nach James Krüss’ Timm Thaler oder Das verkaufte Lachen. Seine Filmografie umfasst 61 Projekte, zuletzt trat er zwei Jahre vor seinem Tod in dem Detektivfilm Самоубийство (Samoubiistwo) auf.
Abramow war mit Jekaterina Alexandrowna Borowskaja (* 1918) verheiratet, die ebenfalls am Theater Lensowjet auftrat. Ihr gemeinsamer Sohn Alexander kam 1938 zur Welt.

## Ehrungen
Abramow erhielt am 26. September 1943 die Medaille „Für Tapferkeit“ und am 20. November desselben Jahres den Orden des Roten Sterns. Am 24. April 1945 kam der Orden des Vaterländischen Krieges II. Klasse hinzu.
Seit dem 22. Dezember 1953 trug er außerdem den Titel Verdienter Künstler der RSFSR.

## Filmografie (Auswahl)
- 1966: 12 стульев (12 stuljew)
- 1968: Ein uraltes Märchen (Staraja, staraja skaska)
- 1970: Schuld und Sühne (Prestuplenje i nakasanje)
- 1970: Тим Талер, или Проданный смех (Tim Taler, ili Prodanny smech)
- 1974: Zarewitsch Proscha